# 鱧魚
鱧魚（學名：Channa maculata）又稱斑鱧、鱧、台灣鱧魚、臺灣鱧魚，俗稱雷魚、鮦魚、烏魚、蛇頭魚、南方蛇頭魚、鮕鮘、花鱧、南鱧、台雷188。廣東及香港人又稱為生魚。其种加词“maculata”意为“有斑点的”。

## 體態

### 體型
鱧魚在鱧科中算是較大型的種類，一般成年鱧魚體長可達10至55公分之間，而最大紀錄也有42公分，與另一種七星鱧（Channa asiatica）為台灣原生種的兩種鱧魚之一。

### 特徵
鱧魚的身體修長，呈圓筒型或棒型，頭頂平，身體後方側扁，口部大，並較其他鱧科魚類來地短而鈍，下顎稍微突出，瞳孔稍小，尾鰭以及胸鰭呈圓形，背鰭基部長，側邊腹鰭短小，身體大部分區域覆蓋著中小型鱗片，近又頭部部份覆蓋著大型鱗片。鱧魚的體色通常為暗灰色或者為灰黑色，側邊無側線，但有2縱列黑色斑紋，兩邊約各有10至12個，腹部則呈現灰黑色，各魚鰭顏色均較為淡。

## 棲息環境
鱧魚為次級淡水魚，喜愛棲息於河川中下游流域、水庫、湖泊、池塘、沼澤、溝渠等水流和緩與水生植物繁多的淺水區，並喜在水底游動，躲在樹枝底下或水草叢中。鱧魚可以爬上岸，能在缺氧或淤泥中生活，但無法長期脫離水中，且在陸上不太靈活，可能是鱧魚的身體過於粗壮及脊椎數過少导致的。

## 分布
鱧魚分布不廣，原產於中国大陸、日本、菲律賓、台灣等亞洲地區。
原本被引入美國當做寵物魚或觀賞魚的鱧魚，現今被一些飼主非法棄養，流入美國東部沿岸河流、密西根湖及西海岸加州的銀木湖（Silverwood Lake）等地。

## 食性
鱧魚的性情兇猛，掠食性極為強，對食物並不挑剔，主要食物為小魚、兩棲類以及一些甲殼綱動物（如：螃蟹、蝦類等）。

## 食用
鱧魚在亞洲被廣泛視為一種十分美味的食用魚，在大部分餐廳及家庭菜式均有出現；鱧屬絕大部分成員（包括七星鱧、烏鱧及小盾鱧在內）均可食用，味道相近，坊間多不作區分統稱「鱧魚」。
根據中醫理論，鱧魚味甘、性寒，具有補脾利水，清熱去風之功效；主治風濕水腫、腳氣、痔瘡等，含有多種氨基酸並有埋口生肌之效。故流行術後以鱧魚（特別是煮湯）進補，可促進傷口癒合。